# Beat Siebenhaar
Beat Siebenhaar (* 29. Juli 1962 in Zürich) ist ein Schweizer Linguist und Dialektologe.

## Leben
Bis 1983 besuchte er das Gymnasium Immensee im Kanton Schwyz. Anschließend studierte er bis 1991 an der Universität Zürich Germanistik, Philosophie und Literaturkritik und promovierte 1999 im Bereich der deutschen Sprachwissenschaft mit der Dissertation Sprachvariation, Sprachwandel und Einstellung. Der Dialekt der Stadt Aarau in der Labilitätszone zwischen Zürcher und Berner Mundartraum. Seit 2008 hat er an der Universität Leipzig die W2-Professur für Germanistische Linguistik (Schwerpunkt Varietätenlinguistik) inne. Zuvor war er unter anderem an der Universität Zürich, der Universität Bern und der Universität Lausanne tätig.
An der Universität Leipzig ist Siebenhaar seit Oktober 2016 zudem Dekan der Philologischen Fakultät. Seine Forschungsschwerpunkte bilden die Varietätenlinguistik, Sprache in den Neuen Medien, Prosodie und die Dialektologie.

## Publikationen (Auswahl)
- Regionale Varianten des Schweizerhochdeutschen. Zur Aussprache des Schweizerhochdeutschen in Bern, Zürich und St. Gallen. In: Zeitschrift für Dialektologie und Linguistik 61 1994 S. 31–65.
- Stadtberndeutsch. Sprachporträts aus der Stadt Bern (= Schweizer Dialekte in Text und Ton. Band 5.1). Licorne, Murten 2000, S. 7–32.
- Sprachwandel von Sprachgemeinschaften und Individuen. In: Annelies Häcki Buhofer (Hrsg.): Spracherwerb und Lebensalter (= Basler Studien zur deutschen Sprache und Literatur. Band 83). Francke, Tübingen/Basel 2002, S. 313–325.
- (mit Adrian Leemann): Perception of Dialectal Prosody. In: Proceedings of Interspeech 2008, Brisbane, Australia, 22.–26.9.2008. S. 524–527.
- Der sächsische Dialekt. In: Matthias Donath, André Thieme: Sächsische Mythen. Edition Leipzig, Leipzig 2011, S. 91–99.
- Ostmitteldeutsch: Thüringisch und Obersächsisch. In: Joachim Herrgen, Jürgen Erich Schmidt (Hrsg.): Deutsch: Sprache und Raum. Ein Internationales Handbuch der Sprachvariation (= Handbücher zur Sprach- und Kommunikationswissenschaft. Band 30/4). de Gruyter, Berlin 2019, ISBN 978-3-11-026129-5, S. 407–435.
- Informalitätsmarkierung in der WhatsApp-Kommunikation. In: Androutsopoulos, Jannis und Florian Busch (Hrsg.): Register des Graphischen: Variation, Interaktion und Reflexion in der digitalen Schriftlichkeit (= Linguistik – Impulse und Tendenzen. Band 87). De Gruyter, Berlin 2020, S. 67–92.